# أنطوان دي كونز
أنطوان دي كونز (بالفرنسية: Antoine de Caunes)‏ هو مقدم برامج إذاعية ومقدم تلفزيوني ومخرج وممثل فرنسي، ولد في 1 ديسمبر 1953 بباريس في فرنسا.

## أعمال

### أفلام
- (2007) مستر بينز هوليداي[9]

## وصلات خارجية
- أنطوان دي كونز على موقع IMDb (الإنجليزية)
- أنطوان دي كونز على موقع روتن توميتوز (الإنجليزية)
- أنطوان دي كونز على موقع ألو سيني (الفرنسية)
- أنطوان دي كونز على موقع ميوزك برينز (الإنجليزية)
- أنطوان دي كونز على موقع ميوزك برينز (الإنجليزية)
- أنطوان دي كونز على موقع أول موفي (الإنجليزية)
- أنطوان دي كونز على موقع ديسكوغز (الإنجليزية)
- أنطوان دي كونز على موقع قاعدة بيانات الفيلم (الإنجليزية)
- أنطوان دي كونز على موقع كينوبويسك (الروسية)